# Taenioptynx
Taenioptynx is een geslacht van vogels uit de familie uilen (Strigidae). Het geslacht telt twee soorten:
- Taenioptynx brodiei  – Gekraagde dwerguil
- Taenioptynx sylvaticus  – Soendadwerguil